# اواکوود (اکلاهما)
اواکوود(به انگلیسی: Oakwood) شهری در ایالت اکلاهما کشور ایالات متحده آمریکا است که جمعیت آن در سرشماری سال ۲۰۱۰ میلادی، ۶۵ نفر بوده‌است.